# Indre Mongoliet
Autonom Region Indre Mongoliet (Mongolsk:  eller ᠥᠪᠦᠷ ᠮᠣᠨᠺᠤᠯᠤᠨ ᠥᠪᠡᠷᠲᠡᠺᠡᠨ ᠵᠠᠰᠠᠬᠤ ᠣᠷᠤᠨ, Öbür Mongghul-un Öbertegen Jasaqu Orun, simplificeret kinesisk: 内蒙古自治区, pinyin: Nèi Měnggǔ Zìzhìqū) er en mongolsk autonom region i Folkerepublikken Kina. Mongolerne taler om det sydlige Mongoliet (området syd for Gobi-ørkenen) i modsætning til det nordlige Mongoliet (den mongolske republik).
Indre Mongoliet grænser, fra øst til vest, op til provinserne Heilongjiang, Jilin, Liaoning, Hebei, Shanxi, Shaanxi, Autonom Region Ningxia Hui og Gansu, og i nord grænser det op til Mongoliet og Rusland. Regionen har et areal på 1,18 millioner km² og dækker dermed 12% af Kinas samlede landeareal. Regionens befolkningstal er på 23,76 millioner, og regionshovedstaden er Hohhot.

## Historie
Forskellen mellem Indre og Ydre Mongoliet opstod i løbet af lang tid. Under Qing-dynastiet, som var et manchurisk styre omfattende både Kina, Tibet og Manchuriet, blev Indre Mongoliet inddelt i almindelige provinser, mens Ydre Mongoliet i hovedsagen beholdt sine gamle strukturer.

### 1911-1936
Efter Qing-dynastiets sammenbrud gjorde mongolerne i 1912 oprør og erklærede deres uafhængighed. Befolkningen i Tibet gjorde det samme. De to nye stater anerkendte gensidigt hinanden ved Venskabs- og allianceaftalen mellem Mongoliet og Tibet fra 1913. Samme år indgik Rusland og Kina en aftale, der anerkendte "Ydre Mongoliet" (Nordlige Mongoliet) som en selvstyrende stat under kinesisk overhøjhed, og hvor begge lande forpligtede sig til ikke at kolonisere landet. I praksis kom området under russisk kontrol og fungerede som et russisk protektorat. I 1919 ophævede kineserne Mongoliets selvstyre og annullerede den russisk-kinesiske overenskomst om Mongoliet og besatte Urga. Dette førte til vedvarende kampe mellem kinesere, mongolere og russere i Mongoliet. I realiteten skete der en indvandring og bosættelse af kinesiske bønder helt frem til Tachingshan-bjergene, og store dele af landområdet blev forvandlet fra nomadisk mongolsk steppe til kinesisk agerland. Den imperialistiske koloniseringspolitik blev suppleret med undertrykkelse af mongolerne. Denne undertrykkelse af mongolerne i det sydlige "indre" Mongoliet fik befolkningen til at søge veje til selvstændighed. Denne mulighed opstod dog først i 1930-erne, da Kejserriget Japan så en egen fordel i at støtte en sådan udvikling.
Ved oprettelsen af en selvstændig manchurisk stat, Manchukuo, i 1932 med støtte fra Japan fik befrielsesbevægelsen i det sydlige Mongoliet fornyet energi. Der fandtes en stor mongolsk befolkning i Hsingan-området i det vestlige Manchuriet og i Jehol, og disse fik under den nye machuriske regering nye friheder og privilegier, som de ikke havde haft under den kinesiske undertrykkelse. Via den manchuriske regering kunne Japan gennemføre en promongolsk politik. Der blev oprettet nye højskoler og krigsskoler i Manchukuo for mongolere, og der blev udøvet omfattende propaganda for mongolsk selvstændighed i forhold til regeringerne i Nanking (Kina) og Moskva (Sovjetunionen).
Efter Manchukuo begyndte Japan at sondere stemningen i Chakhar, som endnu befandt sig under kinesisk herredømme, og hvor mongolernes krav om selvstændighed nu vandt stadigt stærkere fodfæste. Japanerne lod en betroet agent, oberst Doihare, intrigere i området og fremme modsætningsforholdet mellem den mongolske selvstændighedsbevægelse og Nanking med dets kinesiske centraliseringspolitik. General Fy Tso-yi, der var kinesisk provinsguvernør i Suiyuan, modarbejde på Nanking-styrets vegne den japanske indflydelse, idet kineserne især ønskede at genvinde kontrollen over netop dette område. Da japanerne besatte Nankow-passet under konflikten med kineserne, rykkede japanske og manchuriske tropper fra Jehol samtidig frem mod Kalgan og fortsatte under hurtig fremrykning langs Suiyan-jernbanen over Tatung og Kweisui til Paotow ved den Gule Flod. Dette ændrede helt situationen for mongolerne, som nu så japanerne som vejen til at opnå autonomi. Fuldstændig selvstændighed forekom ikke realistisk for et område, der var omstridt af datidige stormagter som Kina, Sovjetunionen og Japan. Og japanerne så en egen fordel i at etablere en autonom mongolsk stat under japansk overherredømme.
Befolkningen i "Indre Mongoliet" udgjorde omkring 1.200.000 mod kun 800.000 i "Ydre mongoliet". Hver mongolsk familie sendte mindst en af sine sønner til et af de utallige lamaklostre, hvor de levede et passivt liv og gik tabt for at sikre en mulig befolkningsvækst. I "Ydre Mongoliet" havde sovjetstyret forvandlet Urga, det religiøse midtpunkt for de tibetanske mongolere, til Ulan Bator, hvor helligdomme blev lukkede og mange lamaer blev rekrutterede til sovjethæren. Da japanerne fik kontrol over området, begyndte man også at udskrive mongolere, der skulle indgå i en national mongolsk hær, som kunne støtte japanerne i deres kamp mod kineserne men man valgte en mere forsigtig politik.
Den nye mongolske selvstændighedsbevægelse blev ledet af mongolfyrsten Teh Wang fra Silingol-forbundet. Hans mål var det sydlige Mongoliets autonomi, men han vaklede endnu mellem at satse på Nanking eller på Japan. Under indtryk af den russiske indflydelse i "Ydre Mongoliet" og kinesisk pres fra syd på grund af indvandringen forudså han, at mongolerne var endt i en situation, som ikke lovede godt for deres fremtid. I et interview sagde han: "Det er mit og det mongolske folks varmeste ønske, at den dag snart vil komme, hvor alle mongolere fra Sinkiang til Hsinghan-bjergene, fra Tachingshan til Burjat-Mongoliet, forenes til et stormongolsk rige." Han tilføjede: "Så langt som vort mongolske folk driver deres hjorder over de endeløse steppers grønne tæppe, så langt skal fremtidens stormongolske rige strække sig." På et spørgsmål om betydningen af udråbelsen af en indre-mongolsk stat svarede han: "den betyder et skridt nærmere vort mål. I den nye stat, hvis sydgrænse atter dannes af Den Store Mur, mongolernes gamle grænse, findes millioner af indvandrede kinesere. Vi må derfor udforme vores stat med en føderativ regering for at opnå den nødvendige samforståelse uden hvilken to i bund og grund adskilte racer ikke kan leve i een stat." Han henviste til de samtidige bestræbelser på at forene alle tyskere i eet storrige som forbillede for mongolernes bestræbelser.

### Mengjiang
Den mongolske militære regering (蒙古 軍 政府) blev dannet den 12. maj 1936 og havde prins Yondonwangchug af Ulanqab som sin første leder. Det blev omdøbt i oktober 1937 til Den mongolske forenede autonome regering (蒙古 聯盟 自治 政府). [6] Den 1. september 1939 blev de overvejende Han-kinesiske regeringer i Sydlige Chahar og Nordlige Shanxi fusionerede med den mongolske selvstyrende regering, hvilket skabte den nye Mengjiang Forenede Autonome Regering (蒙疆 聯合 自治 政府). Hovedstaden blev etableret i Zhangbei (Changpei) nær Kalgan (Zhangjiakou), med regeringens kontrol, der strækkede sig omkring Hohhot. Den 4. august 1941 blev den igen omdøbt til Den mongolske autonome føderation (蒙古 自治 邦).
I 1939 omorganiserede Wang Jingwei resterne af den kinesiske regering i de af Japan kontrollerede områder til en japansk støttet stat, almindeligvis omtalt som Wang Jingwei-regimet, eller Republikken Kinas reformerede regering med hovedstad i Nanjing. Mengjiang blev nominelt inkorporeret i regimet i 1940, skønt den forblev autonom i forhold til Nanjing.
Mengjiang kapitulerede i 1945, da den blev invaderet af den sovjetiske røde hær og den mongolske røde hær som en del af den manchuriske strategiske offensive operation. Det meste af området, med den bemærkelsesværdige undtagelse af Kalgan, blev nu en del af det kinesisk kontrollerede "Indre Mongoliet" i Folkerepublikken Kina.

### Under kinesisk overherredømme
I 1947, allerede to år før oprettelsen af Folkerepublikken Kina, blev "Indre Mongoliet" organiseret efter samme model som Sovjetunionens minoritetspolitik. Frem til 1949 var den nuværende region "Indre Mongoliet" delt mellem provinserne Rehe og Suiyuan. Senere blev den vestlige del af Manchuriet (dele af provinserne Heilongjiang og Fengtian) lagt til området.

## Administrative enheder
Nei Mongol (Indre Mongoliet) er inddelt i 12 enheder på præfekturniveau (9 bypræfekturer og 3 ligaer).
| Kort            | Kort      | Kort       | Kort            | Kort     | Kort                 | Kort                   | Kort |
| --------------- | --------- | ---------- | --------------- | -------- | -------------------- | ---------------------- | ---- |
|                 |           |            |                 |          |                      |                        |      |
| #               | Navn      | Hanzi      | Pinyin          | Mongolsk | Transskription       | Administrativt centrum |      |
| — Bypræfektur — |           |            |                 |          |                      |                        |      |
| 2               | Bayan Nur | 巴彦淖尔市 | Bāyànnào'ěr shì |          | Bayannaɣur qota      | Linhe                  |      |
| 3               | Wuhai     | 乌海市     | Wūhǎi shì       |          | Üqai qota            | Haibowan               |      |
| 4               | Ordos     | 鄂尔多斯市 | È'ěrduōsī shì   |          | Ordos qota           | Dongsheng              |      |
| 5               | Baotou    | 包头市     | Bāotóu shì      |          | Buɣutu qota          | Kundulun               |      |
| 6               | Hohhot    | 呼和浩特市 | Hūhéhàotè shì   |          | Kökeqota             | Huimin                 |      |
| 7               | Ulanqab   | 乌兰察布市 | Wūlánchábù shì  |          | Ulaɣančab qota       | Jining                 |      |
| 9               | Chifeng   | 赤峰市     | Chìfēng shì     |          | Ulaɣanqada qota      | Hongshan               |      |
| 10              | Tongliao  | 通辽市     | Tōngliáo shì    |          | Tüŋliyou qota        | Horqin                 |      |
| 12              | Hulunbuir | 呼伦贝尔市 | Hūlúnbèi'ěr shì |          | Kölön Buyir qota     | Hailar                 |      |
| — Liga —        |           |            |                 |          |                      |                        |      |
| 1               | Alxa      | 阿拉善盟   | Ālāshàn méng    |          | Alaša ayimaɣ         | Venstre Alxa           |      |
| 8               | Xilin Gol | 锡林郭勒盟 | Xīlínguōlè méng |          | Sili-yin Ɣool ayimaɣ | Xilinhot               |      |
| 11              | Hinggan   | 兴安盟     | Xīng'ān méng    |          | Qiŋɣan ayimaɣ        | Ulanhot                |      |

Disse 12 enheder på præfekturniveau er inddelt i 102 enheder på amtsniveau (22 distrikter, 11 byamt, 17 amter, 49 bannere og 3 autonomt amt). Disse er igen inddelt i 1.425 enheder på kommuneniveau (532 bykommuner (towns), 407 kommuner (townships), 277 sumuer, 18 etniske kommuner (ethnic townships), et etnisk sumu og 190 subdistrikter).

## Myndigheder
Den regionale leder i Kinas kommunistiske parti er Shi Taifeng. Formanden i provinsens statsapparat er Bu Xiaolin, pr. 2021.